# Slag aan de Sabis
De Slag aan de Sabis is een veldslag tussen de Romeinen onder leiding van Julius Caesar en een coalitie van de Belgae − met Nerviërs, Atrebaten en Viromanduërs − aangevoerd door Boduognat. De Belgae wachtten de Romeinen op en openden bij verrassing de strijd terwijl het kamp nog in opbouw was en niet alle legioenen waren aangekomen. Het leger van Caesar dreigde te worden overrompeld en zijn Gallische campagne en zelfs zijn leven liepen gevaar, maar uiteindelijk werden de Nerviërs en hun bondgenoten verslagen.

## Aanleiding
In 58 v Chr. vonden Caesars eerste militaire ingrepen in Gallië plaats. Dit betrof het tegenhouden van de Helvetii en de verdrijving van de Germanen, voornamelijk Suebi op verzoek van inheemse stammen, met name de Haedui. Caesars beide expedities waren succesvol en vóór de strijd met de Germanen had hij zes Romeinse legioenen gelegerd in de streek Vesontio, die overeenkomt met het huidige Besançon. In het noorden van Gallië, waar de Belgae woonden, werd dit gewantrouwd en verenigden de Belgische stammen zich in een coalitie. Naar aanleiding daarvan trok Caesar in het daaropvolgende jaar naar het noorden.
In het zuiden van Belgica versloeg hij een eerste Belgische coalitieleger in de Slag bij de Aisne, in het land van de Remi (rond het huidige Reims). Daarna gaven ook de Suessiones (omgeving van Soissons), de Bellovaci (in de buurt van Beauvais) en de Ambiani (het latere Amiens) zich over. Maar de Nerviërs waren helemaal niet van plan zich zonder slag of stoot over te geven. Samen met de Atrebates (omgeving van Arras in Artois) en de Viromandui (Vermandois) wachtten ze Caesar op aan de 'Sabis', op niet meer dan vijftien kilometer van zijn kamp. Daarheen leidde Caesar de volgende dag zijn legioenen. Wellicht verwachtte hij een zoveelste, relatief makkelijk succes.

## Lokalisering
De plaats van het treffen is archeologisch niet gelokaliseerd en moet dus worden gereconstrueerd op basis van de beschrijving van Caesar. Hij situeerde het slagveld bij een rivier die hij de 'Sabis' noemt. Lang werd deze geïdentificeerd met de Samber: Napoleon III dacht dat de slag plaatsvond bij Aulnoye-Aymeries, met het Romeinse kamp in Neuf-Mesnil en het Belgische in Hautmont. Turquin stelde in 1955 Saulzoir op de Selle voor, wat breed ingang heeft gevonden. De redenen voor de identificatie met de Selle zijn:
- Een taalkundig verband tussen 'Sabis' en 'Selle' (via 'Sabim', 'Seba' en het verkleinwoord 'Sevelle') is veel logischer; de ontwikkeling is bovendien in middeleeuwse bronnen vastgelegd.
- Op zijn tocht van de Bellovaci naar de Nerviërs zal Caesar zeker de Gallische weg Boulogne-Keulen hebben genomen. Deze kruist de Selle en loopt hier bovendien door het grensgebied van het Nervische gebied. Het is aannemelijk dat de Belgae hem hier opwachtten.
- Ten opzichte van de Samber loopt de weg evenwijdig, maar de Selle kruist ze loodrecht.
- De Selle ligt centraal tussen de gebieden van de Belgische stammen die zich bij de Nerviërs hadden aangesloten. Dat gold niet voor de Atuatuci; zij kwamen dan ook te laat.
- Bij Saulzoir komt het terrein overeen met de beschrijving van Caesar: twee tegenover elkaar liggende heuvels met aan de voet een vlak gebied dat wordt doorsneden door de Selle. Een alternatief voor Saulzoir is Le Cateau op de Selle, als de Belgen naar het oppidum van Flaumont-Waudrechies trokken eerder dan richting Bavay.

De hypothese van de Samber is in de moderne historiografie toch niet helemaal verlaten. Men acht het niet onmogelijk dat Caesar de naam van de rivier nog niet helemaal scherp had, ook omdat de naam Sabis in latere Romeinse literatuur nooit meer terugkomt. De Samber is veel beter te rijmen met de geografische gegevens die Caesar verstrekt: een brede rivier (hij gebruikte het superlatief 'latissimum') tussen steile hellingen, die door de zomer vrij droog stond en die drie dagmarsen in Nervisch gebied lag. De strijd kan dan hebben plaatsgevonden in de Samberbocht bij Maubeuge, met het kamp van de Belgen op de westelijke oever in Sous-le-Bois.

## Aanvang
Caesar had intussen nog twee nieuwe legioenen geronseld. Hij beschikte in totaal nu over acht legioenen, dus 48.000 soldaten (er waren nog andere mensen die meetrokken met een legioen). Deze legioenen bestonden uit inheemse bewoners, waardoor Caesar hen nog niet vertrouwde en hen in de achterhoede zette. Verder trokken de Romeinen op mars legioen per legioen, elk gescheiden door een legioentros, die de bagage meedroeg. Deze opstelling vernamen ook de Nerviërs van terug overgelopen Belgae. Ze bedachten het plan de legioenen een voor een te verslaan, daar ze van elkaar waren gescheiden door de legioentros. Bovendien droegen de Romeinen tijdens hun tocht de 35 kg zware sarcinae, waardoor ze niet strijdvaardig waren. Daarom besloten de Nerviërs de Romeinen aan te vallen wanneer de eerste legioenstros zichtbaar was. Noodzakelijk hiervoor was een goede timing.
Maar die overgelopen Belgae waren nog niet lang genoeg bij de Romeinen om te weten dat, wanneer de Romeinen in vijandig gebied kwamen, ze hun opstelling veranderden. Dan verenigden de legioenen zich en verzamelden de legioenstrossen zich in een legertros, die achteraan trok. Caesar had verkenners uitgestuurd die als nieuwe kampplaats het gebied aan de Sabis gekozen hadden. Geduldig wachtten de Belgae totdat de legertros verscheen; dat was pas na 6 legioenen het gebied waren binnengetrokken. Maar toen beging Caesar een grote fout: hij liet zijn soldaten, zoals gewoonlijk, het kamp opslaan. De schuld steekt Caesar onder andere op de ruitersposten die hij aan de rivier had uitgezet, die hij laf noemt.

## Verloop van de strijd

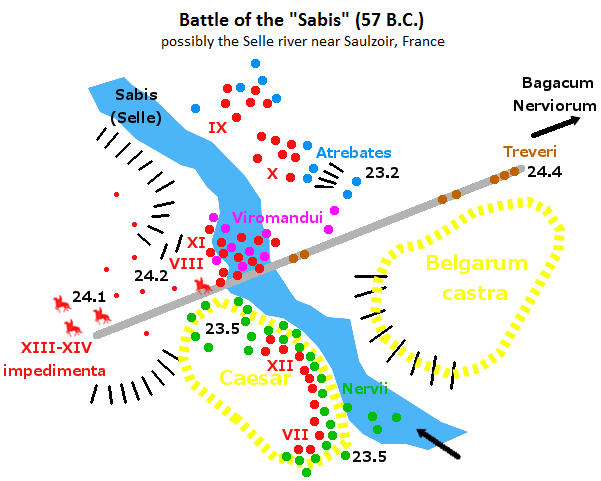
Opstelling in het midden van de veldslag.

Toen de eerste delen van de legertros aankwamen, vielen de Belgae, zoals afgesproken, aan. In de befaamde Gallische stormloop stormden ze van de heuvel af en staken de rivier over. De Romeinen, die het kamp aan het bouwen waren en dus kwetsbaar waren, waren verward en moesten zich hergroeperen. Bovendien werden de legioenen gescheiden door de befaamde Nervische hagen, die volgens Caesar haaks op de rivier liepen. De Nerviërs, die de hoofdmacht vormden, vielen aan op de rechterflank. In het centrum en de linkervleugel vielen de Atrebates en de Viromandui aan.
Maar de Atrebaten, die het moesten opnemen tegen het IXe en Xe legioen onder Titus Labienus, werden verdreven tot over de rivier en sloegen op de vlucht. Labienus achtervolgde hen en nam het kamp van de Belgen in. Intussen vielen de Belgae het VIIe en XIIe legioen op de Romeinse rechterflank aan en trokken de heuvel van de Romeinen op. Vanop de hoogte zag Labienus dat de Nerviërs hen aan het insluiten waren; meteen stuurde hij het elite Xe legioen naar de overkant om hen bij te staan. Bovendien kwamen de twee laatste legioenen, het XIIIe en het XIVe legioen, net aan in versnelde pas; de Atuatuci waren nog niet gearriveerd. Toen was het met de Belgae gedaan. Volgens Caesar sneuvelden er ongeveer 60.000 Nervische krijgers, een hoogstwaarschijnlijk overdreven schatting.
Caesar schrijft dat na deze slag de stam zo goed als uitgeroeid was. Toch waren de Nerviërs enkele jaren later talrijk genoeg om, alweer samen met andere Belgische stammen (de Eburonen en de Treveri), in opstand te komen en de Romeinse winterkampen aan te vallen (zie Gallische Opstand). Hierbij vielen de Nerviërs het winterkamp van Quintus Tullius Cicero aan. Ze belegerden dit kamp enkele weken en maakten er 90% doden en gewonden onder het Romeinse legioen, totdat een bode erin slaagde Caesar te verwittigen en die arriveerde.